# جنرال بيكر
جنرال بيكر (بالإنجليزية: General Baker)‏ هو نقابي أمريكي، ولد في 6 سبتمبر 1941 في ديترويت في الولايات المتحدة، وتوفي بنفس المكان في 18 مايو 2014.